# Gisele Bündchen
Gisele Caroline Bündchen (Três de Maio, 20 juli 1980) is een Braziliaans supermodel. Ze is een van de succesvolste en bestbetaalde modellen ter wereld. Ze was het gezicht van meer dan twintig merken uit onder andere de Verenigde Staten, Rusland, Brazilië, Italië, Frankrijk, Mexico, Spanje, Turkije, Zuid-Korea, Duitsland en Zwitserland. In 2006 verdiende ze 33 miljoen dollar, terwijl ze een geschat vermogen heeft van 400 miljoen dollar. In het Guinness Book of Records 2007 staat ze te boek als 's werelds rijkste supermodel.

## Levensloop

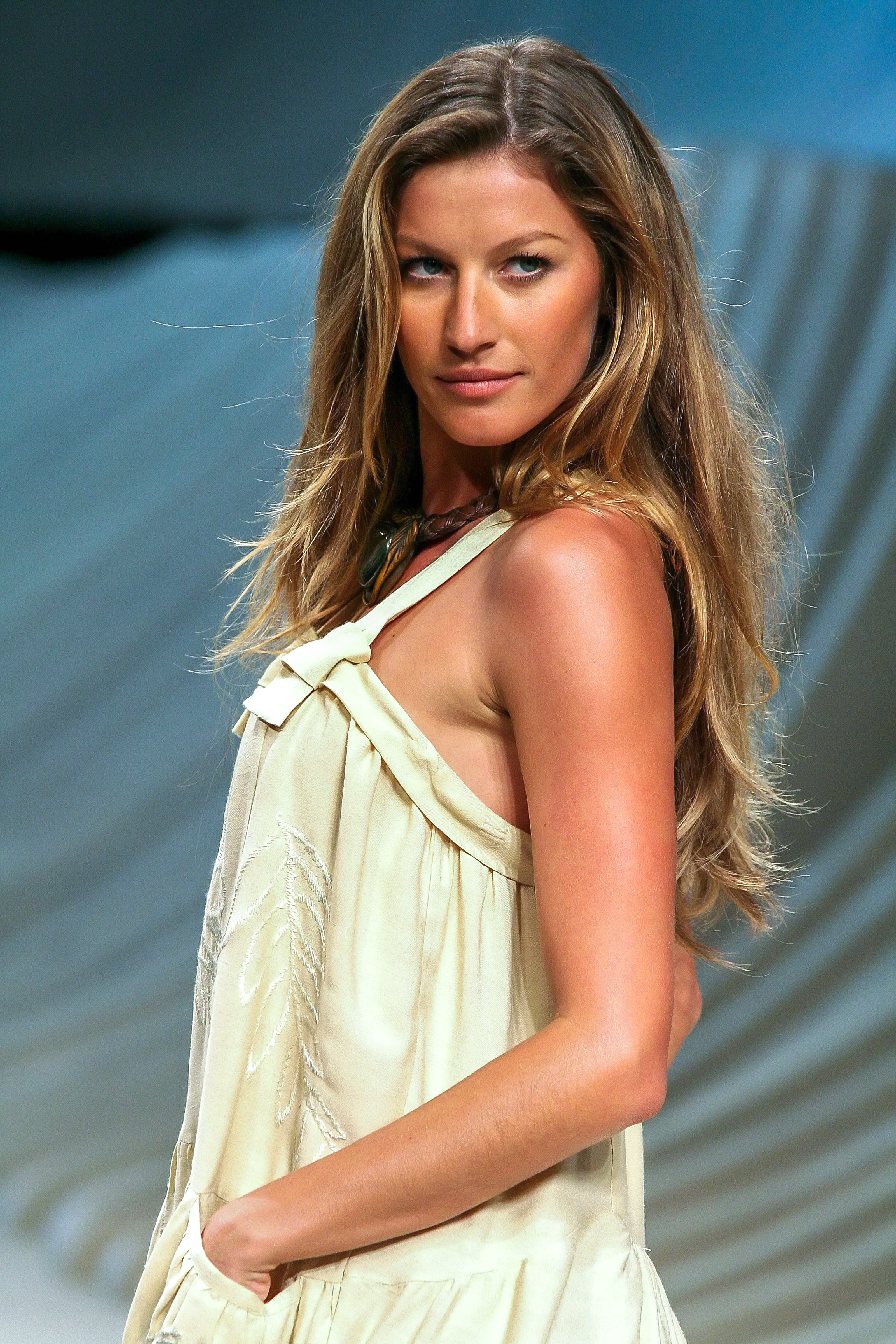
Fashion Rio Verão 2010

Bündchen werd geboren in Três de Maio in de deelstaat Rio Grande do Sul in het zuiden van Brazilië. Haar vader was bankmedewerker en haar moeder lerares en schrijfster. 
Bündchen groeide op in een gezin met vijf zussen, onder wie haar (niet identieke) tweelingzus Patricia.
Aanvankelijk wilde Bündchen professioneel volleybalspeelster worden en hoopte voor het nationale volleybalteam uit te komen.
In 1993 deed de 13-jarige Bündchen op aandringen van haar moeder mee aan een modellencursus, samen met haar zussen Patrícia en Gabriela. De cursus, gegeven door Dilson Stein, was opgezet voor tieners die model wilden worden. Het jaar erop nam Stein Bündchen samen met enkele andere meisjes mee naar São Paulo om hen de kans te geven gekozen te worden door modelagenten. Ze werd er gekozen voor een nationale modellenverkiezing, waarin ze tweede werd, na Claudia Menezes. Later werd ze vierde op een wereldverkiezing op het Spaanse eiland Ibiza. In 1996 verhuisde Bündchen naar New York om daar haar modellencarrière kracht bij te zetten.
In juli 1999 maakte Bündchen haar debuut op de omslag van de Amerikaanse Vogue. In november en december haalde ze de cover van hetzelfde blad weer. Ze werd door VH1 en Vogue uitgeroepen tot model van het jaar 1999. In 2000 was ze het vierde model in de geschiedenis dat op de voorkant van de Rolling Stone werd afgebeeld. Daarna was ze nog te zien op de covers van tijdschriften als i-D, The Face, Arena, Citizen K, Flair, GQ, Esquire en Marie Claire. Daarnaast was ze ook te zien in bladen als Time, Vanity Fair, Forbes, Newsweek en Veja. Volgens haar eigen website was ze in totaal meer dan 1200 keer op covers van diverse bladen te zien.
Naast werk voor bladen was en is Bündchen ook het gezicht van reclamecampagnes voor diverse merken, onder andere Christian Dior, Balenciaga, Dolce & Gabbana, Missoni, Versace, Céline, Givenchy, Bvlgari, Lanvin, Guerlain, Valentino, Ralph Lauren, Earl Jean, Zara, Chloé, Michael Kors, Louis Vuitton en Victoria's Secret. Ze was daarnaast te zien in advertenties van Nivea-lotion, is ze het gezicht van de Braziliaanse merken Vivo (de belangrijkste mobiele telefonie aanbieder van Brazilië), Multiplan, Colcci, C&A Brazilië en Credicard en wordt ze het campagnegezicht van Vakko, een Turks bedrijf van luxe modeproducten. In mei 2006 sloot ze een miljoenencontract met de Amerikaanse multinational Apple. In 2010 riep het Amerikaanse zakenblad Forbes haar uit tot 's werelds best verdienende fotomodel.
Samen met schoenenfabrikant Grendene heeft ze haar eigen schoenenlijn Ipanema Gisele Bündchen opgezet. Het Amerikaanse blad Forbes riep haar in 2007 uit tot op 52 na meest invloedrijke bekendheid door het succes van haar schoenenlijn. Bündchen is ook eigenares van een hotel in het zuiden van Brazilië, het Palladium Executive.
In 2015 gaf Bündchen een fotoboek uit met een overzicht van haar 20-jarige carrière als model. Het exclusieve boek werd in een beperkte oplage van 1000 exemplaren gedrukt. Nog voor de officiële lancering was het uitverkocht ten bate van een goed doel.

### Films
Bündchen was tot op heden te zien in twee filmproducties, The Devil Wears Prada uit 2006 en Taxi uit 2004.

### Muziek
In 2013 nam Bündchen een cover op van All day and all of the night van The Kinks. Het jaar erop volgde, in samenwerking met Bob Geldof, een vertolking van Heart of Glass van Blondie.

### Privéleven
Bündchen had van 2000 tot 2005 een relatie met acteur Leonardo DiCaprio. Op 26 februari 2009 trouwde ze met Americanfootballspeler Tom Brady. Ze hebben samen een zoon en een dochter. Brady heeft uit een eerdere relatie ook al een zoon. Op 28 oktober 2022 kwam het huwelijk tot een einde met de officiële bekendmaking van de scheiding van het stel.